# Георги Дончев (автомобилен мениджър)
Вижте пояснителната страница за други личности с името Георги Дончев.
Георги Дончев е бивш български автомобилен състезател-рали пилот, настоящ Главен мениджър на тима Приста Ойл Рали Тим, основател и съсобственик на АСК Дончев Спорт.
Баща е на четирикратния Рали шампион на България Крум Дончев (2003, 2004, 2009, 2010).
Под негово ръководство Крум Дончев става Европейски вицешампион (2008) и победител в Рали България същата година.